# 5069 Tokeidai
5069 Tokeidai eller 1991 QB är en asteroid i huvudbältet som upptäcktes den 16 augusti 1991 av den japanska astronomen Kazuro Watanabe vid JCPM Sapporo. Den är uppkallad efter Sapporos klocktorn.
Asteroiden har en diameter på ungefär 13 kilometer och den tillhör asteroidgruppen Flora.